# Nordborg Sø
Nordborg sø er en sø, som ligger ved Nordborg på Als i en langstrakt tunneldal med stejle skrænter, der fortsætter ned under vandoverfladen. Den er 56,3 ha stor og 8,5 m dyb på det dybeste sted. Afløbet fra Nordborg Sø, Nordborg bæk, ender i Lillebælt.

## Ejerskab og brug
Nordborg Sø ejes af Idrætsfonden for Nordals. Søen var en gave fra Mads Clausen ved fondens oprettelse i 1958 – sammen med et pengebeløb. I skødet er indføjet, at søen ikke skal være på private hænder, men skal kunne udnyttes offentligt rekreativt.
Sportsfiskerforeningen Nordborg har fiskeretten i søen og der kan købes dagkort/ugekort.
Der er etableret gangsti langs sydsiden og den nordvestlige bred af  søen. Man må normalt ikke sejle på søen, men der er gode fiskemuligheder efter gedder, ål og sandart.

## Miljø
Ved undersøgelser gennemført i 1988-90 blev det konstateret, at søen er stærkt belastet af næringsstoffer, som om sommeren giver anledning til en stor algeopblomstring. Belastningen stammer især fra en stor mængde fosfor, der ligger bundet i bunden af søen, og som fortsat vil forurene den, selvom man får stoppet alle tilledninger fra kloak og landbrug. Beregninger har vist, at en selvrensning kan tage op til 50 år.
55°3′33″N 9°45′27″Ø / 55.05917°N 9.75750°Ø